# Líjar
Líjar – gmina w Hiszpanii, w prowincji Almería, w Andaluzji, o powierzchni 28,13 km². W 2011 roku gmina liczyła 471 mieszkańców.